# Storbritanniens unionsflagga

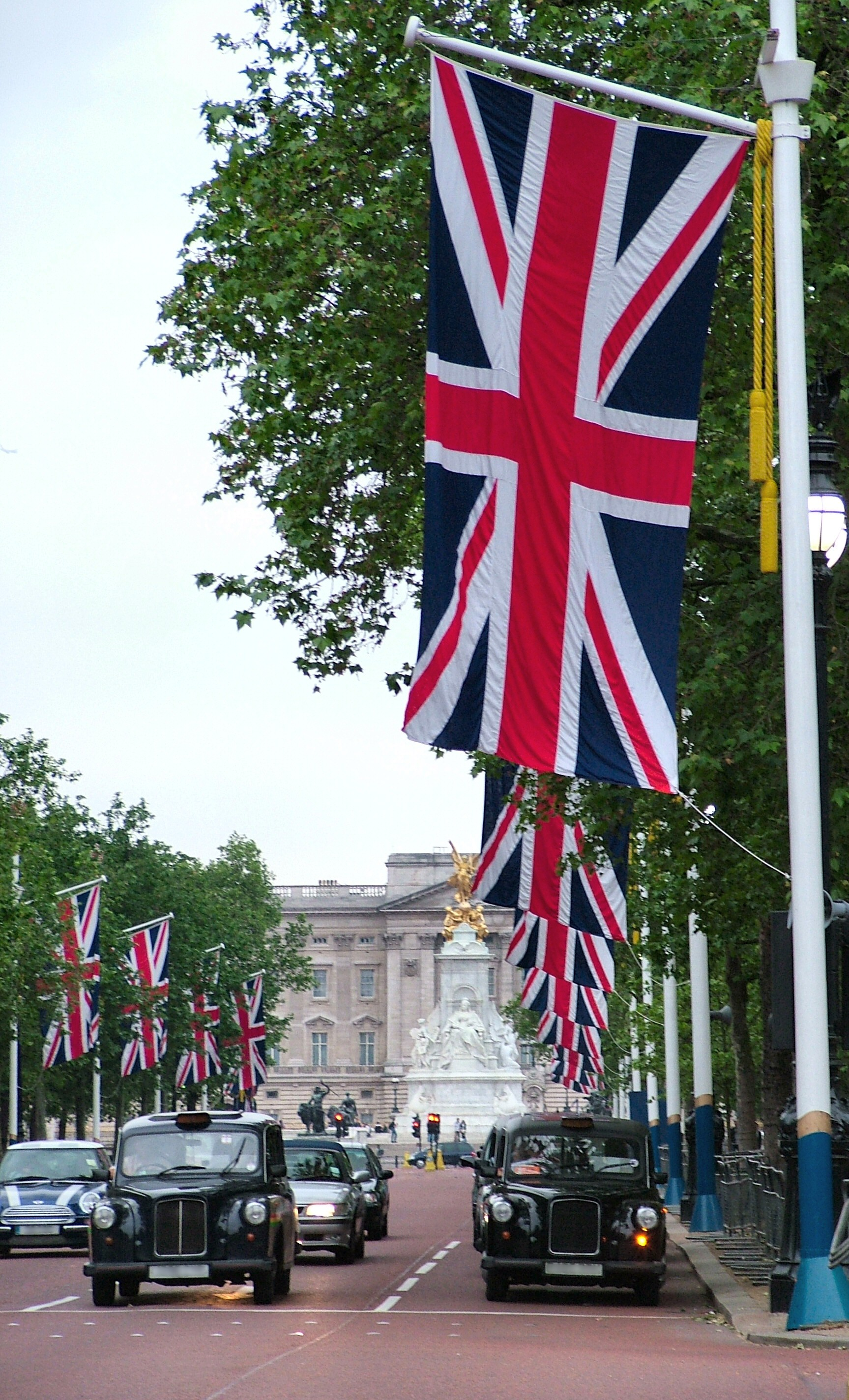
Union Jack på The Mall i London.

Storbritanniens unionsflagga (engelska: Union Flag, "unionsflaggan" – officiell inhemsk benämning), ofta kallad Union Jack ("unionsgösen") som smeknamn, är nationalflaggan för förenade konungariket Storbritannien och Nordirland. Smeknamnet "Union Jack" är vanligt förekommande, särskilt i England, och kommer sig av att flaggan under lång tid använts som gös (engelska: jack) av Storbritanniens örlogsflotta. Det officiella namnet "Union Flag" blir dock allt vanligare, särskilt i Skottland och Nordirland.[källa behövs]
Unionsflaggan utgörs av en kombination av Englands flagga (ett rött georgskors på en vit botten), Skottlands flagga (ett vitt andreaskors mot en blå bakgrund) och Sankt Patriks flagga (ett rött patrikskors på vit botten) för Irland (sedan republiken Irland blev självständig representerar det officiellt endast Nordirland).
|  |  |                 |                 |                 |                 |                 |                 | + | + | + | + | + | + |  |  |  |  |  |  | + | + | + | + | + | + |                      |                      |                      |                      |                      |                      | = | = | = | = | = | = |  |  |  |  |  |  |                   |                   |                   |                   |                   |                   |  |  |  |  |  |  |               |               |               |               |               |               |  |  |
|  |  | Englands flagga | Englands flagga | Englands flagga | Englands flagga | Englands flagga | Englands flagga | + | + | + | + | + | + |  |  |  |  |  |  | + | + | + | + | + | + | Sankt Patriks flagga | Sankt Patriks flagga | Sankt Patriks flagga | Sankt Patriks flagga | Sankt Patriks flagga | Sankt Patriks flagga | = | = | = | = | = | = |  |  |  |  |  |  | Skottlands flagga | Skottlands flagga | Skottlands flagga | Skottlands flagga | Skottlands flagga | Skottlands flagga |  |  |  |  |  |  | Unionsflaggan | Unionsflaggan | Unionsflaggan | Unionsflaggan | Unionsflaggan | Unionsflaggan |  |  |
|  |  | Englands flagga | Englands flagga | Englands flagga | Englands flagga | Englands flagga | Englands flagga |   |   |   |   |   |   |  |  |  |  |  |  |   |   |   |   |   |   | Sankt Patriks flagga | Sankt Patriks flagga | Sankt Patriks flagga | Sankt Patriks flagga | Sankt Patriks flagga | Sankt Patriks flagga |   |   |   |   |   |   |  |  |  |  |  |  | Skottlands flagga | Skottlands flagga | Skottlands flagga | Skottlands flagga | Skottlands flagga | Skottlands flagga |  |  |  |  |  |  | Unionsflaggan | Unionsflaggan | Unionsflaggan | Unionsflaggan | Unionsflaggan | Unionsflaggan |  |  |

## Historia

### Ursprungliga unionsflaggor
Skapandet av unionsflaggan startade 1603, när kung Jakob VI av Skottland också blev kung av England under namnet Jakob I, varefter den första "unionsflaggan" specificerades den 12 april 1606 via kungörelse. Det finns dock inga bevis för att flaggan användes på land under 1600-talet: den var inte en statsflagga (England och Skottland var fortfarande separata, självständiga stater), bara en kunglig flagga för bruk på kungens egna skepp. En kungörelse specificerade en kombination av Englands och Skottlands flaggor, men det finns inga bevarade skisser, så man vet inte precis hur kombinationen av korsen skedde.
En formell union mellan England och Skottland skapades dock först under Treaty of Union 1707. Snart därefter började användningen av den första, enkla unionsflaggan, med ett rött georgskors över ett vitt andreaskors mot en blå bakgrund. En skotsk variant med det vita andreaskorset över det röda georgkorset användes under flera år i Skottland.
| \| \| \| \| \| \| \| \| \| + \| + \| + \| + \| + \| + \| \| \| \| \| \| \| = \| = \| = \| = \| = \| = \| \| \| \| \| \| \| < > \| < > \| < > \| < > \| < > \| < > \| \| \| \| \| \| \| \| \| \| \| \| \| \| \| \| \| \| \| \| \| \| \| \| \| \| \| \| \| \| Englands flagga \| Englands flagga \| Englands flagga \| Englands flagga \| Englands flagga \| Englands flagga \| + \| + \| + \| + \| + \| + \| \| \| \| \| \| \| = \| = \| = \| = \| = \| = \| Skottlands flagga \| Skottlands flagga \| Skottlands flagga \| Skottlands flagga \| Skottlands flagga \| Skottlands flagga \| < > \| < > \| < > \| < > \| < > \| < > \| \| \| \| \| \| \| Engelsk unionsflagga \| Engelsk unionsflagga \| Engelsk unionsflagga \| Engelsk unionsflagga \| Engelsk unionsflagga \| Engelsk unionsflagga \| \| \| \| \| \| \| Skotsk unionsflagga \| Skotsk unionsflagga \| Skotsk unionsflagga \| Skotsk unionsflagga \| Skotsk unionsflagga \| Skotsk unionsflagga \| \| \| |  |                 |                 |                 |                 |                 |                 |   |   |   |   |   |   |  |  |  |  |  |  |   |   |   |   |   |   |                   |                   |                   |                   |                   |                   |     |     |     |     |     |     |  |  |  |  |  |  |                      |                      |                      |                      |                      |                      |  |  |  |  |  |  |                     |                     |                     |                     |                     |                     |  |  |
| |  |                 |                 |                 |                 |                 |                 | + | + | + | + | + | + |  |  |  |  |  |  | = | = | = | = | = | = |                   |                   |                   |                   |                   |                   | < > | < > | < > | < > | < > | < > |  |  |  |  |  |  |                      |                      |                      |                      |                      |                      |  |  |  |  |  |  |                     |                     |                     |                     |                     |                     |  |  |
| |  | Englands flagga | Englands flagga | Englands flagga | Englands flagga | Englands flagga | Englands flagga | + | + | + | + | + | + |  |  |  |  |  |  | = | = | = | = | = | = | Skottlands flagga | Skottlands flagga | Skottlands flagga | Skottlands flagga | Skottlands flagga | Skottlands flagga | < > | < > | < > | < > | < > | < > |  |  |  |  |  |  | Engelsk unionsflagga | Engelsk unionsflagga | Engelsk unionsflagga | Engelsk unionsflagga | Engelsk unionsflagga | Engelsk unionsflagga |  |  |  |  |  |  | Skotsk unionsflagga | Skotsk unionsflagga | Skotsk unionsflagga | Skotsk unionsflagga | Skotsk unionsflagga | Skotsk unionsflagga |  |  |

### Den moderna unionsflaggan
Den nuvarande utformningen av flaggan tillkom den 1 januari 1801 när Kungariket Irland anslöts till unionen mellan England och Skottland, varav ett patrikskors (rött andreaskors på vit botten), tillskrivet Irlands skyddshelgon Sankt Patrik ("Sankt Patriks flagga"), lades till den ursprungliga unionsflaggan. Det röda andreaskorset är dock oregelbundet inplacerat i det vita andreaskorset för att undvika att det skall uppfattas som att Irlands kors är lagt över Skottlands kors. Irland var en underordnad medlem av unionstaten. Unionsstatens fjärde riksdel, Wales, är inte representerad i flaggan eftersom Wales blev erövrat av England och inte fick behålla sina nationella symboler. Unionsflaggans djupa marinblå färg (Pantone 280) skiljer sig dock från Skottlands flaggas ljusare blå. År 2003 bestämde det skotska parlamentet att Skottlands flaggas blå var Pantone 300.
|  |  |                   |                   |                   |                   |                   |                   | + | + | + | + | + | + |  |  |  |  |  |  | = | = | = | = | = | = |                      |                      |                      |                      |                      |                      |  |  |  |  |  |  |               |               |               |               |               |               |  |  |
|  |  | Unionsflagga 1707 | Unionsflagga 1707 | Unionsflagga 1707 | Unionsflagga 1707 | Unionsflagga 1707 | Unionsflagga 1707 | + | + | + | + | + | + |  |  |  |  |  |  | = | = | = | = | = | = | Sankt Patriks flagga | Sankt Patriks flagga | Sankt Patriks flagga | Sankt Patriks flagga | Sankt Patriks flagga | Sankt Patriks flagga |  |  |  |  |  |  | Unionsflaggan | Unionsflaggan | Unionsflaggan | Unionsflaggan | Unionsflaggan | Unionsflaggan |  |  |

|  |  |                                     |  |  |  |  |  |  |  |
|  |  | Skottlands flagga i Pantone 300-blå |  |  |  |  |  |  |  |

|  |  |                                  |  |  |  |  |  |  |  |
|  |  | Wales flagga med den röda draken |  |  |  |  |  |  |  |

## Flaggans popularitet

Föreslagen ändring av den brittiska unionsflaggan så att den även inkluderar den walesiska draken (föreslaget av parlamentsmedlemmen Ian Lucas).

Användning av unionsflaggan i Skottland, Wales och Nordirland är ofta en mycket kontroversiell fråga. I Nordirland används unionsflaggan till exempel av protestanter som vill fortsätta vara en del av Storbritannien (Orangeorden), och i Skottland är flaggan en symbol för Storbritannien bland nationalisterna (som vill ha ett självständigt Skottland). I Irland kallas unionsflaggan "The Butcher's Apron" ("slaktarrocken"). Även i England har unionsflaggan blivit mindre populär under senare år, och engelsmännens egen flagga med georgskorset blir allt mer populär bland folket, till exempel för att stödja Englands fotbollslandslag.

## Andra flaggor som använder unionsflaggan
Unionsflaggan var Kanadas formella nationsflagga fram till 1965. I Kanada hette flaggan Royal Union Flag. Många andra länder fortsätter att använda unionsflaggan som en del av sina egna flaggor.
- Anguilla
- Australien
- Bermuda
- British Columbia
- Brittiska Antarktis
- Brittiska territoriet i Indiska oceanen
- Brittiska Jungfruöarna
- Red Ensign i Kanada
- Caymanöarna
- Cooköarna
- Falklandsöarna
- Fiji
- Hawaii
- Manitoba
- Montserrat
- New South Wales
- Niue
- Nya Zeeland
- Ontario
- Pitcairnöarna
- Queensland
- Sankta Helena
- South Australia
- Tasmanien
- Tristan da Cunha
- Turks- och Caicosöarna
- Tuvalu
- Victoria
- Western Australia

## Flaggdagar i Storbritannien
| Storbritanniens flaggdagar | Storbritanniens flaggdagar                                                                                               | Storbritanniens flaggdagar | Storbritanniens flaggdagar |
| -------------------------- | --- | -------------------------- | -------------------------- |
| Dag                        | Tillfälle | Anteckningar               |                            |
| 9 januari                  | Prinsessan av Wales födelsedag                                                                                           |                            |                            |
| 20 januari                 | Hertiginna av Edinburghs födelsedag                                                                                      |                            |                            |
| 19 februari                | Prins Andrews födelsedag                                                                                                 |                            |                            |
| 1 mars                     | Sankt Davids dag | Endast i Wales             |                            |
| Andra söndagen i mars      | Samväldetdagen |                            |                            |
| 10 mars                    | Prins Edwards födelsedag                                                                                                 |                            |                            |
| 17 mars                    | Sankt Patriks dag | Endast i Nordirland        |                            |
| 9 april                    | Kungens bröllopsdag |                            |                            |
| 23 april                   | Sankt Görans dag | Endast i England           |                            |
| 6 maj                      | Kungens och drottningens kröningsdag 2023                                                                                |                            |                            |
| En dag i maj eller juni    | Statsöppnande av Storbritanniens parlament                                                                               | Endast i Storlondon        |                            |
| Andra lördagen i juni      | Kung Charles III:s officiella födelsedag                                                                                 |                            |                            |
| 21 juni                    | Prins Williams födelsedag                                                                                                |                            |                            |
| 17 juli                    | Drottning Camillas födelsedag                                                                                            |                            |                            |
| 15 augusti                 | Prinsessan Annes födelsedag                                                                                              |                            |                            |
| 8 september                | Kung Charles III:s tilträdelse 2022                                                                                      |                            |                            |
| Andra söndagen i november  | Remembrance Sunday; nationell minnesdag för offren i första världskriget, andra världskriget och alla efterföljande krig |                            |                            |
| 14 november                | Kung Charles III:s födelsedag                                                                                            |                            |                            |
| 30 november                | Sankt Andreas dag | Endast i Skottland         |                            |